# Поверхнево-активні речовини

Поверхне́во-акти́вні речови́ни (ПАР, сурфактанти, детергенти) — хімічні речовини, які знижують поверхневий натяг рідини, полегшуючи розтікання, у тому числі знижуючи поверхневий натяг на межі двох рідин. Це речовини, молекули або іони яких концентруються під дією молекулярних сил (адсорбуються) біля поверхні розділу фаз і знижують поверхневу енергію. У вужчому значенні поверхнево-активними речовинами здебільшого називають речовини, що знижують поверхневий натяг на межі поділу: рідина (вода) — повітря (пара), рідина (вода) — рідина (олія), рідина — тверда поверхня.
Поверхнево-активні речовини — зазвичай амфіфільні органічні сполуки (термін амфіфільні означає, що вони містять як гідрофобні групи («хвости»), так і гідрофільні групи («головки»). Через таку будову вони розчинюються як у неполярних жирах і органічних розчинниках, так і в полярних середовищах (воді).

## Класифікація ПАР

### Класифікація за будовою молекули
За будовою молекули на ІІІ Міжнародному конгресі по ПАР в 1960 році було прийнято поділяти поверхнево-активні речовини на такі класи:
1. Іоногенні ПАР
  - Аніонні ПАР
  - Катіонні ПАР
  - Амфотерні ПАР
2. Неіоногенні ПАР
  - Алкілполіглюкозиди
  - Алкілполіетоксилати

#### Аніонні ПАР
Аніоноактивні ПАР містять у складі молекули полярні групи, які дисоціюють у водних розчинах з утворенням негативно заряджених іонів з довгим гідрофобним ланцюгом. При адсорбції аніоногенні поверхнево-активні речовини надають поверхні негативного заряду. Гідрофобною частиною молекули зазвичай виступають насичені або ненасичені аліфатичні або арилаліфатичні ланцюги. Найпоширенішими представниками є алкілсульфати та алкіларилсульфонати, а також похідні насичених та деяких ненасичених карбонових кислот (мила).

#### Катіонні ПАР
Катіоноактивні поверхнево-активні речовини, на відміну від аніоноактивних, дисоціюють у водному розчині з утворенням позитивно зарядженого поверхнево-активного іона з довгим гідрофобним ланцюгом та негативно зарядженого іона, зазвичай галогеніду, іноді аніона сульфатної або ортофосфорної кислоти. При адсорбції на поверхні катіонні ПАР надають їй позитивного заряду. Серед катіоноактивних іоногенних ПАР переважають нітрогеновмісні сполуки. Найважливіше промислове значення серед них мають сполуки піридину, хіноліну, фталазіну, бензімідазолу, бензотіазолу та ін.

#### Неіоногенні ПАР
Неіоногенні ПАР — це поверхнево-активні речовини, молекули яких у водних розчинах не здатні до дисоціації на іони. Молекули таких речовин теж мають дифільну природу: вони складаються з довгого вуглеводневого ланцюга з гідрофільними етерними та гідроксильними групами, які зумовлюють розчинність таких речовин у воді. Неіоногенні ПАР отримують взаємодією етиленоксиду та спиртів, карбонових кислот, алкілфенолів та алкілнафтолів, амінів, амідів, імідазолів, сульфамідів, меркаптанів. Перевагою неіоногенних поверхнево-активних речовин є можливість регулювання їх гідрофільності. Також позитивною рисою є те, що твердість води не впливає на їхню розчинність, а також те, що вони можуть використовуватись з катіонними та аніонними ПАР, що є причиною частого використання їх у складі мийних засобів.

### Класифікація ПАР за будовою полімерного ланцюга

#### Перший клас ПАР за будовою полімерного ланцюга
До першого класу належать низькомолекулярні речовини дифільного характеру з несиметричними молекулами, тобто сполуки, що мають гідрофільну «голову» (одну або декілька полярних груп, наприклад, —ОН, —СООН, —SO3H, —OSO3H, —COOMe, —NH2) і гідрофобний «хвіст» (як правило, аліфатичний ланцюг, який іноді включає ароматичну групу). Концентрація таких речовин в поверхневому шарі дозволяє їм розташуватися так, що всередину, у бік водної фази вони обернені гідрофільними фрагментами, а назовні — об'ємистими аліфатичними замісниками, які утворюють гідрофобний поверхневий шар. Взаємодії у цьому шарі мають суто Ван дер Ваальсову природу і тому істотно слабші, ніж у разі поверхневого шару, утвореного молекулами води і пронизаного сіткою водневих зв'язків. Отже, надмірна поверхнева енергія такого шару з гідрофобних радикалів буде значно нижча, ніж у разі поверхневого водного шару. Це означає, що такі йони концентруватимуться в поверхневому шарі.

#### Другий клас ПАР за будовою полімерного ланцюга
До другого класу ПАР належать високомолекулярні речовини, в яких чергуються гідрофільні і гідрофобні групи, рівномірно розподілені по всій довжині полімерного ланцюга. Молекули речовин другого класу побудовані симетрично. Внаслідок цього їх поведінка на межі розділу не залежить від орієнтації молекул відносно поверхні рідини, в якій вони розчинені. По відношенню до поверхні води вони інактивні, не змочують поверхню води і не розчиняються в ній. Від них слід відрізняти високомолекулярні ПАР, які побудовані з двох або трьох відрізків, кожний з яких складається з гідрофільних і гідрофобних блоків мономерів. За механізмом адсорбції і емульгуючими властивостями такі речовини слід відносити до поверхнево-активних речовин першого класу.

### Класифікація за механізмом дії
За механізмом дії на поверхневі властивості розчинів ПАР поділять на чотири групи.

#### Перша група ПАР за механізмом дії
До першої групи належать речовини, поверхнево-активні на межі рідина — газ і перш за все на межі вода — повітря, але які не створюють колоїдних частинок ні в об'ємі, ні в поверхневому шарі. Це низькомолекулярні ПАР, істинно розчинні у воді речовини, наприклад, нижчі члени гомологічних рядів спиртів, кислот тощо. Знижуючи поверхневий натяг води до 50–30 × 10−3 Н/м, вони полегшують її розтікання по слабкозмочуваних гідрофобних поверхнях у тонку плівку. Ці речовини слабкі піноутворювачі, що підвищують стійкість вільних двосторонніх рідких плівок у піні. Тому ПАР першої групи знайшли застосування в процесах флотації, в яких піна повинна бути нестійкою, такою, що легко руйнується. Найбільше застосування ПАР цієї групи мають як піногасники, що різко знижують стійкість піни. Піногасники відіграють суттєву роль у всіх процесах, де виникнення стійких пін утруднює або порушує хід процесу, наприклад, у промивальних розчинах свердловин, що застосовуються в глибокому бурінні та ін.

#### Друга група ПАР за механізмом дії
До другої групи належать речовини, які проявляють поверхневу активність на межі двох рідин, що не змішуються, але колоїдних структур не утворюють. Такі речовини, адсорбуючись на поверхнях розділу, знижують вільну поверхневу енергію рідини або твердого тіла і тим полегшують процес утворення нової поверхні, зокрема в процесі диспергування. Тому ПАР другої групи називають диспергаторами. Вони застосовуються при розпилюванні рідин, емульгуванні, диспергуванні твердих тіл тощо. Диспергаторами можуть бути будь-які ПАР, що адсорбуються на поверхні частинок дисперсійного середовища і стабілізують високодисперсну суспензію. Тому у водних середовищах диспергаторами служать гідрофілізуючі ПАР, частіше поверхнево-активні полімери.

#### Третя група ПАР за механізмом дії
Третю групу складають ПАР, що створюють гелеподібну структуру в адсорбційному шарі і в розчині. Такі речовини запобігають коагуляції частинок, стабілізують дисперсну фазу в дисперсійному середовищі, тому їх називають стабілізаторами. Механізм дії стабілізаторів полягає в тому, що, окрім виникнення структурно-механічного бар'єру для зближення частинок, зовнішня поверхня утвореної ПАР оболонки є гідрофільною, і агрегація не може відбутися унаслідок зіткнення зовнішніх поверхонь. Прикладами ПАР-стабілізаторів є глікозиди (сапонін), полісахариди, високомолекулярні речовини типу білків. Стабілізатори не тільки перешкоджають агрегації частинок, але й запобігають розвитку коагуляційних структур, блокуючи шляхом адсорбції місця зчеплення частинок і перешкоджаючи тим самим їх зближенню. Тому стабілізатори суспензій також є адсорбційними пластифікаторами. Останні знайшли широке застосування в гідротехнічному будівництві, керамічному виробництві, при спорудженні асфальтових доріг, в інженерній геології, сільському господарстві з метою поліпшення структури ґрунту.

#### Четверта група ПАР за механізмом дії
Четверту групу ПАР складають мийні речовини, або детергенти, що займають перше місце за масштабами практичного застосування. Їх призначення — видаляти різного роду забруднення з поверхні шляхом переведення забруднюючих речовин у стан стабілізованої емульсії або суспензії. Ці поверхнево-активні речовини повинні володіти всім комплексом властивостей, характерних для трьох попередніх груп, тобто здатністю сильно знижувати поверхневий натяг, проявляти змочувальну, гідрофілізуючу дію і бути не тільки диспергаторами, але і сильними стабілізаторами емульсій і суспензій.

### Класифікація за колоїдно-структурною ознакою
Окрім розглянутих класифікацій, усі поверхнево-активні речовини можуть бути розділені за колоїдно-структурною на речовини, що знаходяться в істинному розчині, а тому не володіють мийною дією, і на мийні речовини, які створюють міцелярні або навіть гелеподібні структури. Мийними речовинами, або детергентами, можуть бути речовини будь-якого з трьох хімічних класів, тобто аніоноактивні, катіоноактивні і нейоногенні. При цьому обов'язковою умовою повинна бути висока полярність (гідрофільність) полярної групи і одночасно достатня довжина вуглеводневого ланцюга. Саме тому вищі гомологи спиртів і карбонових кислот не є мийними речовинами. При переході ж від кислот до їх солей лужних металів полярність і, отже, гідрофільність груп підвищується, що обумовлює милоподібні властивості цих речовин. Введення ще більш гідрофільної сульфогрупи підсилює колоїдну розчинність у воді не тільки лужних алкілсульфонатів, але і самих кислот, на чому в значній мірі заснована дія сучасних синтетичних мийних засобів.

## Виробництво ПАР
Для виробництва синтетичних матеріалів необхідні ароматичні вуглеводні — бензол, толуол, ксилол, нафталін та ін. Бензол застосовується головним чином для виробництва стиролу і фенолу. При взаємодії з низькомолекулярними олефінами (етилен, пропілен, бутилен) з фенолу отримують проміжні продукти, необхідні для виробництва мийних засобів, смол і присадок до масел. Толуол в основному використовується як високооктанова добавка до моторних палив і як розчинник, ксилол застосовується при виробництві синтетичних волокон («лавсан»). Тривалий час єдиним промисловим методом отримання ароматичних вуглеводнів з нафти був піроліз. В даний час їх отримують також при каталітичному риформінгу вузьких бензинових фракцій.

## Застосування ПАР
У гірничій справі ПАР застосовуються як змочувачі, піноутворювачі та емульгатори (при гідрообезпиленні); флотаційні реагенти, пептизатори, знижувачі твердості (при бурінні).
Поверхнево-активні речовини знайшли широке застосування в області механічного оброблення металів:
- операції металооброблення
- очищення металу після механічного оброблення
- підготовка поверхні металів під лакофарбове покриття
- очищення поверхні після розконсервації
- оброблення поверхонь готових виробів
- забарвлення поверхні
- нанесення гальванічних покриттів

## Шкода для здоров'я

Вплив пер- та поліфторалкільних речовин (PFAS) на здоров’я людини

Вони викликають порушення імунітету, алергію, ураження мозку, печінки, нирок, легенів. Найгірше те, що ПАР можуть накопичуватися в організмі.
Фосфати, які також містяться в миючих засобах, підсилюють проникнення ПАРів через шкіру і сприяють накопиченню цих речовин на волокнах тканин.
ПАРи також впливають на репродуктивну функцію у чоловіків, аналогічно радіоактивному випромінюванню. Проблема посилюється тим, що наші очисні споруди погано справляються з видаленням ПАРів. Тому шкідливі ПАРи повертаються через водопровід до нас майже в тій же концентрації, в якій ми їх виливаємо в стік. Виняток становлять лише засоби з біорозкладаними ПАРами.
Перший гучний судовий процес був проти компанії Dupon, відходи виробництва якої забруднили води і фактично отруїли населення навколо.

## ПАР у світовому океані
Є дані, що наявність ПАР на поверхні океанів спричиняє погіршення якості радіолокації через створення додаткових перешкод[джерело?].